# Gelis discedens
Gelis discedens là một loài tò vò trong họ Ichneumonidae.